# Fermentación pútrida
La fermentación pútrida es un tipo de fermentación que se lleva a cabo sin gasto de sustrato oxidante. Se basa en la degradación de sustratos de naturaleza proteica, y produce productos malolientes como escatol, cadaverinas o indol. Algunas putrefacciones dan lugar a productos poco desagradables, que, por su fuerte aroma y sabor son utilizados en la fabricación de vinos y quesos, como la que lleva a cabo el Penicillium roqueforti, que es la causa de las manchas verdosas del queso Roquefort.
También puede producir gases apestosos como el ácido sulfhídrico.
Estas fermentaciones, aparecen por apariencia de organismos que pudren el alimento y dejan a cabo las fermentaciones pútridas.
- Datos: Q5858949